# Avrainville (Meurthe-et-Moselle)
Avrainville település Franciaországban, Meurthe-et-Moselle megyében. Lakosainak száma 215 fő (2022. január 1.). Avrainville Francheville, Jaillon, Manoncourt-en-Woëvre és Rosières-en-Haye községekkel határos.

## Népesség
A település népességének változása:
| Lakosok száma | 166  | 132  | 144  | 231  | 198  | 213  | 219  | 215  | 215  | 215  |
|               | 1968 | 1982 | 1990 | 2006 | 2013 | 2015 | 2017 | 2019 | 2020 | 2022 |